# Revisor – ungesetzliche Verbindungsaufnahme
Revisor – ungesetzliche Verbindungsaufnahme ist ein Lehrfilm des Ministeriums für Staatssicherheit von 1985.

## Inhalt
Der Film beschreibt akribisch die Ermittlungen gegen einen DDR-Bürger durch das MfS in den Jahren 1983 und 1984.
Ein Inoffizieller Mitarbeiter (IMB) wurde bei einem Besuch im ARD-Büro in Ost-Berlin am 3. März 1983 zufällig Zeuge eines Telefonats des Korrespondenten Peter Merseburger mit einem Anrufer, der diesen aufsuchen wollte. Er hörte dessen Name und Betrieb, dadurch konnte dessen Identität ermittelt werden. Im Film wird danach dessen berufliche Entwicklung dargestellt: Er war Dozent für Wirtschaftswissenschaften an einer Hochschule, 1972 endete diese Tätigkeit aus unbekannten Gründen, er trat auch aus der SED aus, seit 1980 war er dann in der Buchhaltungsabteilung eines Betriebes in Ost-Berlin tätig. Der Operative Vorgang (OV) des MfS über ihn erhielt die Bezeichnung Revisor (wegen dessen letzter Tätigkeit).
Der Film zeigt dann detailliert die Durchsuchung von dessen Wohnung durch zwei MfS-Mitarbeiter in dessen Abwesenheit. Diese finden verschiedene Manuskripte mit unveröffentlichten Gedichten und weiteren Texten, die sie als staatskritisch einschätzen, einige davon in einer Aktentasche. Der wichtigste Fund ist ein Zettel mit dem Termin für einen Besuch beim Korrespondenten der westdeutschen Zeitschrift Stern in Ost-Berlin Peter Pragal.
Der Film zeigt dann, wie der Mann am 7. Januar 1984 sein Haus verlässt und sich zu Fuß und mit der U-Bahn zur Wohnung von Peter Pragal begibt. Dort wird er vor dem Haupteingang des Hauses von MfS-Mitarbeitern unter Vorspiegelung falscher Tatsachen in einen nicht einsichtbaren Bereich gebeten und dann verhaftet.
Die gesamte Dokumentation wird von einem Kommentator begleitet, der in ruhiger sachlicher Stimme die einzelnen Abläufe erläutert. Sie erhält dadurch den Charakter einer kriminalistischen Ermittlung.

## Hintergründe
Das Ministerium für Staatssicherheit fertigte für seine hauptamtlichen Mitarbeiter Lehrfilme an, in denen beispielhaft bestimmte Vorgehensweisen und Techniken vorgeführt wurden.
Revisor – ungesetzliche Verbindungsaufnahme wurde 2009 von der Stasi-Unterlagenbehörde digitalisiert online und auf DVD öffentlich zur Verfügung gestellt. Er wurde in diesem Jahr auch beim Interfilm-Festival für Kurzfilme aufgeführt.

## Bedeutung
Der Film zeigt detailliert die Überwachungsmethoden des MfS sowie dessen Selbstverständnis. Eine Besonderheit ist die ausführliche Dokumentation einer Wohnungsdurchsuchung, die in dieser Form auch nach DDR-Recht nicht erlaubt war.
Der Film wurde seitdem häufig gezeigt, er wurde auch in der Vorbereitung des erfolgreichen Spielfilms Das Leben der Anderen verwendet. Ein Medienhistoriker bezeichnete die Durchsuchungsszenen
sogar als ikonographisch, wegen deren größerer Verbreitung.